# ساسكوري
ساسكوري؛ هي مستوطنة صغيرة في مضيق نيشبيستسكالي في بلدية متسخيتا الواقعة في جورجيا, وتعد ساسكوري جزءًا من منطقة إرتسو-تيانيتي التقليدية.

## التاريخ
ورد ذكر ساسكوري في عام 1441 (من السنة الميلادية) في الوثيقة المعروفة بـ"صك تضحية ساكوري للملك الإسكندر لسفيتيتسخوفيلي", وذكرت هذه القرية ايضا في وثيقة 1467 I.21. من - كتاب رحمة الأرض لدانيال إليوزيسده من الملك باغرات ", كما ورد ايضا ذكر ساسكوري كقرية في وصف إيوان باغراتيوني في 1794-1799, ووفقًا لصحيفة إيفريا الصادرة في 18 مايو 1886، جرى التعهد من قبل كلاً من إيليا, ونيكو, ولوارساب ميراب جيديفانوف (من عائلة جيديفانيشفيليس) بتقديم الأراضي المباعة من قبل البنك لعدم دفع الضرائب لصالح بنك تبليسي نوبل المحلي في مقاطعة تبليسي وغوري مازرا.

## عدد السكان
في عام 2014، بلغ عدد السكان 332 نسمة.
| سنة  | عدد السكان |
| ---- | ---------- |
| 1907 | 363        |
| 2002 | 351        |
| 2014 | 332        |

يقطن هذه القرية بصورة رئيسية ذوو الألقاب التالية: غوتشياشفيلي, وايريماشفيلي, وكيتواشفيلي, ولوموري, وكافتياشفيلي, وكفارخيشفيلي, وميريباشفيلي, وبابياشفيلي, وخيزانيشفيلي, وكارتفيليشفيلي, وشافشيشفيلي, وخيزاناشفيلي, وجافاخيشفيلي.

## المواقع التاريخية
توجد ثلاث كنائس تاريخية في منطقة ساسكوري, وهي كنيسة مريم ، والدة يسوع، وكنيسة القديس جورج, وكنيسة رئيس الملائكة, بالإضافة إلى وجود قلعة قديمة أُستخدمت في احد الحروب للدفاع عن هذه المنطقة.

## روابط خارجية
- saskhori.wordpress.com
- ساسكوري في ويكيمابيا
- ساسكوري[وصلة مكسورة]
- التعداد السكاني 2014